# Fox McCloud
Fox McCloud (jap.: フォックス・マクラウド, Hepburn: Fokkusu Makuraudo) ist eine Videospiel-Figur und der Protagonist von Nintendos Star-Fox-Serie. Er ist ein anthropomorpher Fuchs, der von Shigeru Miyamoto und Takaya Imamura erschaffen wurde. In fast jedem Spiel der Reihe steuert der Spieler Fox in seinem Arwing, mit wenigen Ausnahmen wie Star Fox Adventures und Star Fox: Assault, bei denen man ihn auch am Boden steuert. Er ist der Anführer des Star-Fox-Teams und wird bei seinen Missionen von seinen Gefährten unterstützt.

## Konzept
1992 arbeiteten Nintendo und Argonaut Software zusammen an einem 3D-Weltraum-Shooter für das Super NES mit dem provisorischen Arbeitstitel SnesGlider. Das Entwicklerteam unter der Führung von Shigeru Miyamoto entwarf aus einer Tech-Demo einen Rail Shooter, wobei Nintendo das Spiel entwarf und Argonaut die Programmieraspekte übernahm. Ohne eine Geschichte fehlte es jedoch an einem Anreiz, über das Fliegen und Schießen hinaus zu spielen. Miyamoto entwarf ein Universum, konnte sich aber nicht für einen Helden entscheiden, der das Gefühl einer epischen Weltraumsaga vermittelt. Zu den in Betracht gezogenen Namen gehörten Star Wolf, Star Sheep, Star Fox, Star Sparrow und Star Hawk. Miyamoto entschied sich schließlich dafür, einen Fuchs als Hauptfigur zu wählen, nachdem er den Fushimi Inari-Taisha in Kyoto besucht hatte, das Hauptheiligtum von Inari, einem japanischen Kami, der mit Füchsen in Verbindung gebracht wird. Inari wird als flugfähig dargestellt, und seine Schreine, insbesondere der in Kyoto, sind von roten Bögen (Torii) umgeben, was Miyamoto auf die Idee brachte, dass ein Fuchs durch diese Bögen fliegen könnte. Fox’ Gesicht wurde nach dem von Inari gestaltet, und er trägt, genau wie die Statue, üblicherweise einen roten Schal um den Hals. Fox McClouds Persönlichkeit basiert grob auf der von Shigeru Miyamoto, wobei der Nachname „McCloud“ von Dylan Cuthbert, einem Programmierer von Argonaut, vorgeschlagen wurde. Auf Anfrage erklärte Cuthbert, dass der Name eine Referenz auf Connor MacLeod aus Highlander ist.

## Design
Fox ist ein Rotfuchs mit grünen Augen. Seine Fellfarbe ist von einem ockerbraunen Farbton dominiert, abgesehen von einer weißen Schwanzspitze und einem schmalen weißen Streifen auf dessen Kopf. Sein buschiger Fuchsschwanz ist in Lylat Wars/Star Fox 64 sowie Command sehr kurz dargestellt, was möglicherweise darauf hindeutet, dass dieser zu einem bestimmten Zeitpunkt beschnitten worden sein könnte. Fox wirkt allgemein schmächtig und ein wenig schwach, jedoch werden diese Mäkel durch seine Schnelligkeit und seine Flug- bzw. Schießkünste ausgeglichen.
Fox’ Kleidungsstil ist ähnlich dem von Falco Lombardi – er trägt ein dunkelgrünes, ärmelloses Shirt, einen dunkelroten Schal und eine dunkelgrüne Hose. Dazu trägt er oft eine beigefarbene Fliegerjacke, beige-rote Handschuhe mit Stahlplatten am Handrücken und rot-schwarze Boots. An seinem schwarzen Gürtel trägt er den Pistolenholstter seines Blasters und den Reflektorschild. Auf Fox’ Kopf sitzt eine Art Headset, an dessen rechter Seite ein kleiner Bildschirm angebracht ist, den Fox je nach Situation über sein rechtes Auge oder in eine Aufbewahrungsvorrichtung ziehen kann, dazu noch ein Mikrophon, ebenfalls auf der rechten Seite.

## Weiteres
Eine Fantheorie geht davon aus, dass Fox McCloud, genau wie die anderen Mitglieder des Star-Fox-Teams, seine Beine amputieren und durch Prothesen ersetzen ließ. Cuthbert erklärte, dass die Beine der Charaktere nicht amputiert seien, und Miyamoto sagte, dass die Metallbeine eher auf einer gestalterischen Auswahl basierten. Er hatte die Figur menschlicher wirken lassen wollen und war sich der Probleme der damaligen Kampfpiloten nicht bewusst gewesen.